# マウロ・ラモス・デ・オリヴェイラ
マウロ・ラモス・デ・オリヴェイラ（Mauro Ramos de Oliveira、1930年8月30日 - 2002年9月18日）は、ブラジルの元サッカー選手、サッカー指導者。

## 経歴
クラブでは、サンパウロFC、サントスFCなどでプレーした。
代表では、28試合に出場し、3大会連続でFIFAワールドカップのメンバーに選出された。1954年大会と1958年大会では出場機会がなかったが、1962年大会ではキャプテンとして大会連覇に貢献した。